# Venanzio Postiglione
Venanzio Postiglione (Salerno, 16 febbraio 1967) è un giornalista italiano.
È vicedirettore del quotidiano Corriere della Sera ed è fondatore e direttore della Scuola di giornalismo Walter Tobagi dell'Università Statale di Milano.

## Biografia
Nato in Campania, a Salerno, Venanzio Postiglione è giornalista professionista e docente di giornalismo. Consegue la maturità classica nel 1985 e si è laureato in giurisprudenza nel 1992 con una tesi sul diritto all'informazione. Nel 1985 è stato scelto dall'Università Bocconi di Milano come uno dei "100 giovani più bravi d'Italia", ottenendo una borsa di studio per frequentare un corso dedicato in economia e nuove tecnologie. 
Nel 1987 ha vinto il concorso indetto dal Corriere della Sera per venti giovani aspiranti giornalisti, ottenendo la possibilità di seguire per 18 mesi la scuola di giornalismo di RCS, ideata da Gino Palumbo, direttore della Gazzetta dello Sport, e guidata da Manlio Mariani. Dopo un periodo di stage nelle redazioni del Corriere di politica, esteri e cronaca di Milano, il 10 marzo 1989 è stato assunto dal Corriere della Sera.
Nel 2003 è diventato caporedattore centrale vicario del Corriere della Sera, nel 2009 primo caporedattore centrale e nel 2014 vicedirettore del giornale, seguendo in particolare l'organizzazione del quotidiano, i fatti politici e lo sviluppo digitale. In oltre trent'anni di attività, ha scritto articoli ed editoriali di politica, cultura, società e costume, inviato in Italia ed all'estero. Ha seguito per esempio la nascita dei partiti politici Lega Nord e Forza Italia, la stagione di Tangentopoli e il processo Cusani, il primo governo Berlusconi e il governo Prodi, l'elezione dei sindaci di Milano Marco Formentini e Gabriele Albertini, il delitto di Gianni Versace a Miami Beach. 
Nel 2006 Postiglione ha fondato la Scuola di giornalismo Walter Tobagi, di cui è direttore giornalista. La scuola è collegata all'Università Statale di Milano e, dal 2009, raccoglie l'eredità della scuola Ifg Carlo De Martino.

## Premi e riconoscimenti
Nel giugno del 2000 è premiato dalla città di Milano e da una giuria di diciannove personalità come "miglior giovane giornalista", ricevendo la targa d'argento del presidente della Repubblica. Tra gli altri riconoscimenti, ha ricevuto nel 2014 il Premio Arpino Città di Cicerone "per gli alti meriti nella cultura e nell'informazione" e nel 2019 il Premio Montale Fuori di Casa, assegnato a "un giornalista libero che crede nei giovani, quindi nel futuro". Nel 2020, visto lo statuto dell'Ordine al merito della Repubblica italiana, il Presidente della Repubblica Sergio Mattarella gli ha conferito l'onorificenza di Ufficiale.